# Neptis javanica
Neptis javanica är en fjärilsart som beskrevs av Moore 1899. Neptis javanica ingår i släktet Neptis och familjen praktfjärilar. Inga underarter finns listade i Catalogue of Life.